# La Robine-sur-Galabre
La Robine-sur-Galabre – miejscowość i gmina we Francji, w regionie Prowansja-Alpy-Lazurowe Wybrzeże, w departamencie Alpy Górnej Prowansji.

## Demografia
Według danych na rok 1990 gminę zamieszkiwało 228 osób, a gęstość zaludnienia wynosiła 5 osób/km². W styczniu 2015 r. La Robine-sur-Galabre zamieszkiwało 319 osób, przy gęstości zaludnienia wynoszącej 6,9 osób/km².